# Dekanat Wasilków
Dekanat Wasilków – jeden z 13 dekanatów w rzymskokatolickiej archidiecezji białostockiej.

## Władze dekanatu
W skład władz dekanatu wchodzą:
- Dziekan: ks. prał. dr Zdzisław Karabowicz
- Wicedziekan: ks. mgr Stanisław Niewiński
- Ojciec duchowny: ks. dr Aleksander Jacyniak SJ

## Parafie
W skład dekanatu wchodzi 11 parafii:
- parafia Jezusa Miłosiernego w Czarnej Białostockiej
- parafia Świętej Rodziny w Czarnej Białostockiej
- parafia Matki Bożej Anielskiej w Czarnej Wsi
- parafia Chrystusa Dobrego Pasterza w Jurowcach
- parafia Wniebowstąpienia Pańskiego w Karakulach
- parafia NMP Królowej Polski w Supraślu
- parafia Świętej Trójcy w Supraślu
- parafia Matki Bożej Bolesnej w Świętej Wodzie

kościół parafialny – sanktuarium Matki Boskiej Bolesnej
- parafia NMP Matki Miłosierdzia w Wasilkowie
- parafia Przemienienia Pańskiego w Wasilkowie
- parafia św. Stanisława Kostki w Wasilkowie

## Sąsiednie dekanaty
Białystok – Bacieczki, Białystok – Białostoczek, Białystok – Dojlidy, Knyszyn, Korycin, Krynki, Sokółka